# Andréi Prokófiev
Andréi Prokófiev (Unión Soviética, 6 de junio de 1959) fue un atleta soviético, especializado en la prueba de 4 x 100 m en la que llegó a ser campeón olímpico en 1980.

## Carrera deportiva
En los JJ. OO. de Moscú 1980 ganó la medalla de oro en 4 x 100 metros, con un tiempo de 38,26 segundos, por delante de Polonia y Francia.
Tres años después, en el Mundial de Helsinki 1983 ganó la medalla de bronce en los relevos 4 x 100 metros, con un tiempo de 38,41 segundos, tras Estados Unidos e Italia, siendo sus compañeros de equipo: Nikolái Sídorov, Vladímir Muraviov y Víktor Bryzguin.